# Liste der Baudenkmale in Brandenburg an der Havel (Eingemeindete Orte)
Die Liste der Baudenkmale in Brandenburg an der Havel (Eingemeindete Orte) enthält alle Baudenkmale der eingemeindeten Orte von Brandenburg an der Havel. Grundlage ist die Veröffentlichung der Landesdenkmalliste mit dem Stand vom 31. Dezember 2021.
Die Baudenkmale der Stadtteile Dominsel, Altstadt und Neustadt sind in der Liste der Baudenkmale in Brandenburg an der Havel aufgeführt. Die Baudenkmale in den Außenbereichen der Kernstadt Brandenburg befinden sich in der Liste der Baudenkmale in Brandenburg an der Havel (Außenbereiche). Die Bodendenkmale sind in der Liste der Bodendenkmale in Brandenburg an der Havel aufgeführt.

## Baudenkmale nach Ortsteilen
In den Spalten befinden sich folgende Informationen:
- ID-Nr.: Die Nummer wird vom Brandenburgischen Landesamt für Denkmalpflege vergeben. Ein Link hinter der Nummer führt zum Eintrag über das Denkmal in der Denkmaldatenbank. In dieser Spalte kann sich zusätzlich das Wort Wikidata befinden, der entsprechende Link führt zu Angaben zu diesem Denkmal bei Wikidata.
- Lage: die Adresse des Denkmales und die geographischen Koordinaten. Link zu einem Kartenansichtstool, um Koordinaten zu setzen. In der Kartenansicht sind Denkmale ohne Koordinaten mit einem roten beziehungsweise orangen Marker dargestellt und können in der Karte gesetzt werden. Denkmale ohne Bild sind mit einem blauen bzw. roten Marker gekennzeichnet, Denkmale mit Bild mit einem grünen beziehungsweise orangen Marker.
- Bezeichnung: Bezeichnung in den offiziellen Listen des Brandenburgischen Landesamtes für Denkmalpflege. Ein Link hinter der Bezeichnung führt zum Wikipedia-Artikel über das Denkmal.
- Beschreibung: die Beschreibung des Denkmales
- Bild: ein Bild des Denkmales und gegebenenfalls einen Link zu weiteren Fotos des Baudenkmals im Medienarchiv Wikimedia Commons

### Bohnenland
Bohnenland wurde das erste Mal im Jahre 1684 erwähnt. Es war damals ein Vorwerk von Brandenburg. Südlich von Bohnenland entstand 1754 eine Spinnerkolonie. Im Jahre 1872 wurde aus dem Vorwerk eine Försterei. 1881 kam Bohnenland zum Stadtkreis Brandenburg. Im Jahr 1904 erhielt der Ort mit dem Bahnhof Bohnenland einen Anschluss an die Brandenburgische Städtebahn.
| ID-Nr.   | Lage   | Bezeichnung | Beschreibung | Bild           |
| -------- | ------ | ----------- | --- | -------------- |
| 09145710 | (Lage) | Friedhof    | Der Friedhof der Spinnerkolonie wurde um 1750 rechtwinklig angelegt. In seinem Zentrum steht eine große Linde, diese wurde um 1850 gepflanzt. Auffällig ist das Grab eines Försters, es stellt einen abgesägten Eichenstamm dar. Dieser Grabstein ist nicht mehr auf dem Friedhof vorhanden. | weitere Bilder |

### Briest
| ID-Nr.   | Lage             | Bezeichnung          | Beschreibung                                                                                    | Bild |
| -------- | ---------------- | -------------------- | ----------------------------------------------------------------------------------------------- | ---- |
| 09145605 | Flugplatz (Lage) | Regiments-Kulturhaus | Das Regiments-Kulturhaus mit Saalbau und Foyer, Klubräumen und Bühnenhaus wurde 1955 errichtet. | BW   |

### Gollwitz
Gollwitz wird das erste Mal 1375 in einem Landbuch Kaiser Karls IV. erwähnt.
| ID-Nr.                           | Lage                   | Bezeichnung                                                                            | Beschreibung | Bild            |
| -------------------------------- | ---------------------- | -------------------------------------------------------------------------------------- | --- | --------------- |
| 09145630                         | (Lage)                 | Dorfkirche mit Kirchhofmauer, barockem Grabstein und Grabstätte der Familie von Rochow | Die evangelische Kirche stammt im Ursprung aus dem 13./14. Jahrhundert. Im Jahre 1750 wurde die Kirche umgebaut und der Turm hinzugefügt. Das Innere enthält eine Altarwand aus dem Jahre 1823 und ein Glasgemälde aus dem 19. Jahrhundert, das sich ursprünglich nicht in der Kirche befand.                                         | weitere Bilder  |
| 09145774 Teilobjekt zu: 09145630 | (Lage)                 | Glocke                                                                                 | Die Glocke wurde 1691 gegossen. | BW              |
| 09145805 Teilobjekt zu: 09145630 | (Lage)                 | Grabmal                                                                                | Das Grabmal steht an der Südwand des Kirchturms. Aufgestellt wurde der Grabstein im Jahre 1739. Die Inschrift ist teilweise zerstört. | Grabmal         |
| 09145806 Teilobjekt zu: 09145630 | (Lage)                 | Grabanlage                                                                             | Die Grabstätte der Familie von Rochow liegt entlang der nordwestlichen Kirchhofsmauer, im Schatten des Ostflügels des Gutshauses. Datiert auf 1851/1900. | Grabanlage      |
| 09145722                         | (Lage)                 | Friedhofskapelle                                                                       | Das ehemalige Mausoleum der Familie von dem Hagen wurde in der Mitte des 19. Jahrhunderts im Stil der Schinkelschule erbaut. Im Jahre 1934 wurde das Mausoleum zu einer Friedhofskapelle umgebaut, die Särge wurden entfernt. Davor war es Bestattungstätte der Familie Tiebe.                                                        | weitere Bilder  |
| 09145627                         | (Lage)                 | Gutspark                                                                               | Die Anlage des Parks begann wahrscheinlich bereits im 17. Jahrhundert. Anfang des 19. Jahrhunderts wurde der Landschaftspark angelegt und 1893 umgestaltet. Nach der Beerdigung Georg von Hagens im Park im Jahre 1915 ließ die Kirchengemeinde einen Gedenkstein aufstellen. Das Wegenetz im Park wurde von 1997 bis 1999 verändert. | Gutspark        |
| 09145711 Teilobjekt zu: 09145627 | (Lage)                 | Grabmal                                                                                | Das Grabmal befindet sich im westlichen Teil des Parkes unter Eiben. Es erinnert an den Sohn des Gutsbesitzers, Georg von dem Hagen, gefallen 12. August 1915 und in diesem Jahr dort beigesetzt. Erhalten nur noch der Gedenkstein mit stilisiertem Helm und umlaufender Verzierung, aufgestellt 1951/1967.                          | Grabmal         |
| 09145629                         | Schloßallee 101 (Lage) | Gutshaus                                                                               | | Gutshaus        |
| 09145628                         | Zum Gutshof 1 (Lage)   | Speichergebäude                                                                        | Das Speichergebäude, ein zweigeschossiger Bau mit einem Krüppelwalmdach, wurde im späten 18. oder Anfang des 19. Jahrhunderts erbaut. Ab 1998 wurde es zu Wohnzwecken umgebaut. Das Haus hat sieben Achsen, der Eingang befindet sich symmetrisch in der mittleren Achse.                                                             | Speichergebäude |

### Görisgräben
Görisgraben wurde 1294 das erste Mal als Groben erwähnt. 1396 fiel der Ort wüst. Im 16. Jahrhundert entstand hier eine Schäferei, später zu einem Vorwerk erweitert und 1848/1849 aufgelöst. Im Jahr 1928 wurde Görisgräben zum Stadtkreis Brandenburg eingemeindet.
| ID-Nr.   | Lage                     | Bezeichnung | Beschreibung | Bild           |
| -------- | ------------------------ | ----------- | --- | -------------- |
| 09145711 | Görisgräben 9, 10 (Lage) | Wohnhaus    | Das Wohnhaus, ein eingeschossiges Fachwerkhaus mit Satteldach, gehörte zum Vorwerk und wurde Mitte des 18. Jahrhunderts erbaut, eine Doppelhaushälfte im Längsschnitt gewissermaßen. Die südliche Längsseite steht für Hausnummer 9, die nördliche Längsseite (zum Wald hin) für Hausnummer 10. Abgebildet ist hier Görisgräben 9. Auf dem Gelände befindet sich gegenüber Görisgräben 9 und Görisgräben 10 noch jeweils ein eingeschossiges Stallgebäude (roter Ziegelbau mit Pultdach). Sie dürften später entstanden sein. Sie begrenzen das Gelände jeweils nach Süden und nach Norden hin. | weitere Bilder |

### Göttin
Göttin wurde das erste Mal 1304 als Gothin erwähnt. Von 1351 bis 1872 befand sich das Dorf im Besitz der Familie Rochow. Im Jahr 1777 bekam der Ort eine Schule. Im 19. Jahrhundert wurde eine Maschinenspinnerei erbaut. Im Jahre 1993 kam Göttin zum Stadtkreis Brandenburg.
| ID-Nr.                           | Lage                           | Bezeichnung | Beschreibung | Bild           |
| -------------------------------- | ------------------------------ | --- | --- | -------------- |
| 09145237                         | (Lage)                         | Dorfkirche | Bis 1571 war das Kirchengebäude eine Tochterkirche von Schmerzke, dann kam es zum Pfarrbezirk Krahne. Der Westturm wurde im 15. Jahrhundert erbaut. Um 1870 erfolgte ein kompletter Neubau des Kirchenschiffs im neoromanischen Stil, ausgeführt von Maurermeister Eiserbeck aus Golzow. Zur denkmalgeschützten Ausstattung gehören unter anderem eine Taufschale aus dem 16./17. Jahrhundert, ein barocker Altaraufsatz, eine Kanzel von 1870, Westempore, eine Orgel mit einem Prospekt von 1870 sowie das Gestühl, ein Altarleuchter und ein Abendmahlskelch. | weitere Bilder |
| 09145215                         | (Lage)                         | Grabmal J. Hinnenburg, Grabmal C. F. Hinnenburg, Grabmal Familie Hinnenburg, Grabmal J. Baewert, Grabmal L. Baewert | Das Grabmal der Familie Hinnenburg wurde 1799 errichtet. Die Grabmale für beide Baewerts stammen aus dem Beginn des 20. Jahrhunderts. | weitere Bilder |
| 09145859 Teilobjekt zu: 09145215 | (Lage)                         | Grabmal | Das Grabmal ist dem 1799 verstorbenen Johann Hinnenburg gewidmet. Zustand derzeit sehr stark beschädigt (Stand 1. Mai 2024). Die Tafel mit der Inschrift ist noch bruchstückhaft vorhanden und lesbar. Es besteht berechtigte Hoffnung, dass das Grabmal in absehbarer Zeit wieder in Stand gesetzt wird. Auf dem Kirchhof wurden diverse Grabmäler bereits wieder hergerichtet. | Grabmal        |
| 09145860 Teilobjekt zu: 09145215 | (Lage)                         | Grabmal | Das Grabmal ist dem Mühlenmeister Carl Friedrich Hinnenburg gewidmet. Es ist ein gusseisernes Kreus mit Dreipassendungen. Das Kreuz steht auf einem Sandsteinsockel. | weitere Bilder |
| 09145861 Teilobjekt zu: 09145215 | (Lage)                         | Grabmal | Das Grabmal ist der Familie Hinnenburg gewidmet. ErrichtetNeubau wurde es 1799. | Grabmal        |
| 0914 Teilobjekt zu: 09145215     | (Lage)                         | Grabmal | Das Grabmal ist für Louise Baewert, gestorben 1897, und Johann Baewert, gestorben 1900. Die Grabsteine sind im Aussehen identisch. | Grabmal        |
| 09145712                         | Brandenburger Straße 65 (Lage) | Fabrikgebäude | Das zweigeschossige Fabrikgebäude wurde in der zweiten Hälfte des 19. Jahrhunderts als eine Maschinenspinnerei erbaut. Im 21. Jahrhundert befindet sich hier eine Tischlerei. | Fabrikgebäude  |
| 09145713                         | Göttiner Schulstraße 3 (Lage)  | Schulstallscheune                                                                                                   | Die Stallscheune wurde ca. Mitte 18. Jahrhundert erbaut. Eingeschossiger Fachwerk-Lehmbau mit vorkragendem verbretterten Drempelgeschoss und Satteldach. | weitere Bilder |
| 09145714                         | Göttiner Schulstraße 5 (Lage)  | Wohnhaus | Laut Bauinschrift wurde das Wohnhaus im Jahr 1909 erbaut. Eingeschossiger Ziegelbau (verputzt) mit Drempelgeschoss und Satteldach. Die Fassade ist klassizistisch. | Wohnhaus       |

### Kirchmöser
Kirchmöser wurde als „Möser“ im 13. Jahrhundert gegründet. Im Jahre 1446 ging das Dorf in den Besitz des Klosters Lehnin über. Danach besaßen Kurfürst Joachim II. und die Familie Arnim das Dorf. Von 1620 bis 1816 waren die von Görne, die Schlossherren von Plaue, Besitzer von Möser. Im Jahre 1816 wurden die Ländereien unter 18 Ackerbauern aufgeteilt. 1832 brannten zehn Bauernhöfe ab. 1904 wurde der Bahnhof Gränert an der Bahnstrecke Berlin–Magdeburg eröffnet, der Ort wurde so zu einem Ausflugsziel der Brandenburger. 1915 wurden dann eine Königliche Pulverfabrik und ein Feuerwerkslaboratorium erbaut. Hinzu kam ein großes Güterbahngelände. Am 22. März 1916 wurde der Ort in Kirchmöser umbenannt. Es entstanden neben Villen und Wohnhäusern die Gartenstadt Plaue. Nach dem Ende des Ersten Weltkrieges übernahm die Deutsche Reichsbahn das Gelände der Pulverfabrik. Es entstanden weitere Wohnsiedlungen. Im Zweiten Weltkrieg wurde nur die Pulverbrücke, auch Werkamtsbrücke genannt, zerstört, die als Rosa-Luxemburg-Brücke wieder aufgebaut wurde. Seit der Erneuerung der Brücke 2005/06 heißt sie Seegartenbrücke.
| ID-Nr.                           | Lage | Bezeichnung                                                                                                  | Beschreibung | Bild |
| -------------------------------- | --- | --- | --- | --- |
| 09145292 Wikidata                | (Lage) | Dorfkirche                                                                                                   | Es ist eine Feldsteinkirche des 14. Jahrhunderts mit einem Turm. Innen befinden sich eine Patronatsloge und ein Kanzelaltar. | weitere Bilder                                                                                               |
| 09145789 Teilobjekt zu: 09145292 | (Lage) | Glocke | Datiert auf das Jahr 1921. | BW |
| 09145294                         | Unter den Platanen 2 (Lage) | Königliche Pulverfabrik                                                                                      | Die Pulverfabrik wurde 1915 für die Rüstungsproduktion im Ersten Weltkrieg erbaut. Nach dem Versailler Vertrag musste die Pulverfabrik sofort liquidiert werden. Die Anlagen gingen nach Serbien, Frankreich und Belgien, die Gebäude blieben erhalten. Die Deutsche Reichsbahn erwarb das Gelände und baute hier Lokomotiven, Güterwagen und Personenwagen auch für Reparationsleistungen.                                                         | Königliche Pulverfabrik                                                                                      |
| 09145982 Teilobjekt zu: 09145294 | Am Seegarten 1 () | Klubhaus / Kulturhaus                                                                                        | | ein Bild hochladen                                                                                           |
| 09145876 Teilobjekt zu: 09145294 | Am Seegarten () | Denkmal | | ein Bild hochladen                                                                                           |
| 09145983 Teilobjekt zu: 09145294 | Am Seegarten 2 () | Verwaltungsgebäude                                                                                           | | ein Bild hochladen                                                                                           |
| 09145984 Teilobjekt zu: 09145294 | Unter den Platanen 24 () | Fabrikgebäude                                                                                                | | ein Bild hochladen                                                                                           |
| 09145985 Teilobjekt zu: 09145294 | Adlerstraße 2 () | Verwaltungsgebäude                                                                                           | | ein Bild hochladen                                                                                           |
| 09145986 Teilobjekt zu: 09145294 | Bahntechnikerring 12 & 16 () | Kraftwerk & Kesselhaus                                                                                       | | ein Bild hochladen                                                                                           |
| 09145987 Teilobjekt zu: 09145294 | Bahntechnikerring () | Wasserturm                                                                                                   | | ein Bild hochladen                                                                                           |
| 09145988 Teilobjekt zu: 09145294 | Bahntechnikerring 70 () | Laborgebäude                                                                                                 | | ein Bild hochladen                                                                                           |
| 09145989 Teilobjekt zu: 09145294 | () | Lagergebäude                                                                                                 | Sechsgeschossiger Hochbau mit Flachdach. Im östlichen Teil des Werkes liegend, nahe dem Plauer See. | ein Bild hochladen                                                                                           |
| 09145874 Teilobjekt zu: 09145294 | Schulstraße 38 () | Schule | Zweigeschossiger Ziegelbau mit Walmdach. | ein Bild hochladen                                                                                           |
| 09145875 Teilobjekt zu: 09145294 | Unter den Platanen 1 & 2 () | Pförtnerhaus                                                                                                 | Auf L-förmigem Grundriss erhebt sich ein eingeschossiger Ziegelbau mit Walmdach. | ein Bild hochladen                                                                                           |
| 09145715                         | (Lage) | Sowjetisches Ehrenmal, auf der Halbinsel Wusterau                                                            | Das Ehrenmal auf der Halbinsel Wusterau wurde 1949 durch die sowjetische Armee errichtet. Es ist eine quadratische Anlage mit einem Obelisk und liegt im nördlichen Teil der Halbinsel, auf einer Geländeerhebung. | Sowjetisches Ehrenmal, auf der Halbinsel Wusterau                                                            |
| 09145296                         | Am Hang 1-45, Forstweg 1-2, 3a-b, Grenzstraße 1-67 (ungerade), 2-84 (gerade), Heidestraße 1-16, Im Winkel 1-6, 7a-b, Kurze Straße 1-12, Nordring 63-73 (ungerade), Strandweg 1-11, 12 a-b, Südring 1-25 (ungerade), Turmstraße 1-4, 7-8, 11-23, Uferstraße 1-71, Wusterauer Anger 1-32 (Lage) | Wohnsiedlung Kirchmöser Ost einschließlich Pumpenhaus (Grenzstraße) und Schule (Wusterauer Anger 22a)        | Die Siedlung wurde 1922/1923 in Formen der gemäßigten Moderne mit Elementen des Heimatstils erbaut. | Wohnsiedlung Kirchmöser Ost einschließlich Pumpenhaus (Grenzstraße) und Schule (Wusterauer Anger 22a)        |
| 09145815 Teilobjekt zu: 09145296 | Wusterauer Anger 22 a () | Schule | | ein Bild hochladen                                                                                           |
| 09145816 Teilobjekt zu: 09145296 | Grenzstraße () | Pumpenhaus                                                                                                   | | ein Bild hochladen                                                                                           |
| 09145618                         | Bahnhofstraße (Lage) | Pumpwerk des Klärwerks                                                                                       | | Pumpwerk des Klärwerks                                                                                       |
| 09145293                         | Bahnhofstraße 30 (Lage) | Bahnhof mit Güterschuppen                                                                                    | Der Bahnhof wurde 1916 als Haltestelle für die Arbeiter der 1915 neu errichteten königlichen Pulverfabrik Kirchmöser erbaut. Es ist ein zweigeschossiger Bau mit elf Achsen. Der Eingang befindet sich in den drei mittleren Achsen, hier sind Rundbogentüren vorhanden. Davor ist eine Freitreppe. Die Fassade zu den Gleisen ist gegliedert durch einen dreiachsigen Mittelrisalit mit einem Giebel. Das Bahnhofsgebäude wird nicht mehr genutzt. | Bahnhof mit Güterschuppen                                                                                    |
| 09145820 Teilobjekt zu: 09145293 | () | Güterschuppen                                                                                                | | ein Bild hochladen                                                                                           |
| 09145165                         | Bahnhofstraße 44 (Lage) | Wohn- und Geschäftshaus                                                                                      | | Wohn- und Geschäftshaus                                                                                      |
| 09145295                         | Brandenburger Allee 1-11, Drosselweg 7-11a-c, 12a-d, 13a-c, 14a-d, 15a-d, Ebereschenstraße 1ab, 2-4, 5a-b, 6-12, 13a-b, 14, 15a-b, Gartenstraße 1a-b, 2ab, 3-9, 10a-b, Marktplatz 1-29, Marktstraße 1a-b, 2a-b, 3a-b, 4a-b, Parkstraße 1-63, 63a, Plauer Damm 1-6, 8, 10-19, Schulstraße 9ad, 11a-d, 13, 15, 17a-b-21a-b, Seestraße 1-11, Wusterwitzer Straße 1-37, 38a-d, 39a-b, 40-43, 44-46ab, 47-49 (Lage) | Wohnsiedlung Kirchmöser West einschließlich Kirche mit Kirchendienerwohnung und Gemeindesaal (Plauer Damm 5) | Die Siedlung wurde 1922/23 im Stil der gemäßigten Moderne mit Heimatstilelementen erbaut. | Wohnsiedlung Kirchmöser West einschließlich Kirche mit Kirchendienerwohnung und Gemeindesaal (Plauer Damm 5) |
| 09145990 Teilobjekt zu: 09145295 | Plauer Damm 5 (Lage) | Kirche | | BW |
| 09145597                         | Drosselweg 1-6 (Lage) | Wohnhäuser                                                                                                   | | Wohnhäuser                                                                                                   |
| 09145821                         | Drosselweg 7a-h, 8a-c - 15a-c, Schulstraße 18, 18a-d, 20-34 (gerade) (Lage) | Arbeitersiedlung der Pulverfabrik                                                                            | | Arbeitersiedlung der Pulverfabrik                                                                            |
| 09145716                         | Gränertstraße (Lage) | Kriegerdenkmal für die Opfer des Ersten Weltkriegs                                                           | Das Kriegerdenkmal erinnert an die Gefallenen des Ersten Weltkrieges. Es ist ein aus Feldsteinen gemauerter Quader, auf dem Quader liegt ein Granitstein. Auf der Vorderseite befindet sich eine Tafel mit Namen von Gefallenen, darüber ein Kreuz. Auf der Rückseite befindet sich ein Medaillon. | Kriegerdenkmal für die Opfer des Ersten Weltkriegs                                                           |
| 09145717                         | Gränertstraße 1 (Lage) | Gehöft „Hilige Hof“, bestehend aus Wohnhaus, zwei Ställen und Scheune                                        | Das Gehöft befindet sich östlich der Kirche. Im Jahre 1562 wurde der „Hilige Hof“ das erste Mal erwähnt. Hier wohnte der Pfarrer von Möser. Das Wohnhaus wurde Anfang des 19. Jahrhunderts erbaut. Es ist ein traufständiges, eingeschossiges Haus mit einem Krüppelwalmdach. Die Stallgebäude und die Scheune wurden 1882 erbaut. | Gehöft „Hilige Hof“, bestehend aus Wohnhaus, zwei Ställen und Scheune                                        |
| 09146236 Teilobjekt zu: 09145717 | Gränertstraße 1 () | Wohnhaus | | ein Bild hochladen                                                                                           |
| 09146237 Teilobjekt zu: 09145717 | Gränertstraße 1 () | Stall | | ein Bild hochladen                                                                                           |
| 09146238 Teilobjekt zu: 09145717 | Gränertstraße 1 () | Stall | Es handelt sich um die westliche Hofbegrenzung. Datiert lt. Inschrift auf das Jahr 1882. | ein Bild hochladen                                                                                           |
| 09146239 Teilobjekt zu: 09145717 | Gränertstraße 1 () | Scheune | | ein Bild hochladen                                                                                           |
| 09145221                         | Gränertstraße 6 (Lage) | Hofanlage (Wohnhaus mit Stall)                                                                               | Das Wohnhaus des Hofes wurde im dritten Viertel des 19. Jahrhunderts erbaut. Das Haus hat sieben Achsen, in der mittleren befindet sich der Eingang. Vor dem Eingang ist eine Freitreppe. Von dem ehemaligen Vierseithof sind noch die Ställe vorhanden, diese wurden zur gleichen Zeit erbaut wie das Wohnhaus. | Hofanlage (Wohnhaus mit Stall)                                                                               |
| 09145954 Teilobjekt zu: 09145221 | Gränertstraße 6 () | Wohnhaus | | ein Bild hochladen                                                                                           |
| 09145955 Teilobjekt zu: 09145221 | Gränertstraße 6 () | Stall | | ein Bild hochladen                                                                                           |
| 09145622                         | Gränertstraße 32 (Lage) | Sommerhaus mit Nebengebäude                                                                                  | Die Villa wurde 1903 erbaut. Es ist ein zweigeschossiges Haus am Möserschen See. | Sommerhaus mit Nebengebäude                                                                                  |
| 09146217 Teilobjekt zu: 09145622 | Gränertstraße 32 () | Gartenhaus (Nebengebäude)                                                                                    | | ein Bild hochladen                                                                                           |
| 09145718                         | Rathausstraße 14 (Lage) | Rathaus | Das Rathaus wurde 1924/1925 erbaut. Das Haus mit der neobarocken Fassade hat zwei Geschosse und ein Mansardwalmdach. Auf dem Dach befindet sich ein Laternenaufsatz. Die mittleren drei Achsen von sieben Achsen bilden ein Risalit. Der Eingang in der Mitte wird betont von zwei Säulen und einem Altan, davor befindet sich eine Freitreppe. | Rathaus |
| 09145596                         | Schulstraße 42-52 (gerade) (Lage) | Wohnhäuser                                                                                                   | | Wohnhäuser                                                                                                   |
| 09145719                         | Uferstraße (Lage) | Friedhof mit Friedhofskapelle und Sowjetischem Ehrenfriedhof                                                 | Der Friedhof ist eine terrassenförmige Anlage von 1931. Ein Pulverlagerhaus wurde zur Friedhofskapelle umgebaut. Seit 1949 wird die erste Terrasse als sowjetischer Ehrenfriedhof genutzt. | Friedhof mit Friedhofskapelle und Sowjetischem Ehrenfriedhof                                                 |
| 09144240 Teilobjekt zu: 09145719 | Uferstraße () | Ehrenfriedhof                                                                                                | | ein Bild hochladen                                                                                           |
| 09144241 Teilobjekt zu: 09145719 | Uferstraße () | Friedhofskapelle                                                                                             | | ein Bild hochladen                                                                                           |
| 09145610                         | Wusterwitzer Straße, Am Feuerwerkslaboratorium (Lage) | Feuerwerkslaboratorium der Pulverfabrik                                                                      | Das Feuerwerkslaboratorium ist ein Teil der ab 1914 auf der Halbinsel Kirchmöser errichteten Pulverfabrik. Es ist ein 21-achsiger, schlossartiger Bau mit sehr reich geschmückter, ehemals klinkersichtiger Fassade (ionische Säulenstellung) und repräsentativen Außenanlagen. | Feuerwerkslaboratorium der Pulverfabrik                                                                      |

### Klein Kreutz
Das Dorf wird das erste Mal im Jahre 1320 als Crucewitz erwähnt. Von 1324 bis 1872 gehörte das Dorf zur Neustadt Brandenburg. 1778 wurde Klein Kreutz bei einem Brand zu zwei Dritteln zerstört. Einen weiteren Großbrand gab es 1823 mit Zerstörungen südlich der Kirche, dabei brannte auch der Gutshof ab.
| ID-Nr.                           | Lage                                                   | Bezeichnung | Beschreibung | Bild |
| -------------------------------- | ------------------------------------------------------ | --- | --- | --- |
| 09145021                         | (Lage)                                                 | Dorfkirche | Die evangelische Kirche entstand im Jahre 1867 im Stil der Schinkel-Schule, der Unterteil des Turmes stammt von einem Vorgängerbau aus dem 15. Jahrhundert. Im Inneren befindet sich ein Altar aus dem Jahre 1463. | weitere Bilder |
| 09145632                         | Alte Weinberge 5 (Lage)                                | Weinmeisterhaus mit Stallgebäude und Hausgarten | | BW |
| 09146223 Teilobjekt zu: 09145632 | Alte Weinberge 5 ()                                    | Stall | | ein Bild hochladen |
| 09145812 Teilobjekt zu: 09145717 | Alte Weinberge 5 ()                                    | Garten | | ein Bild hochladen |
| 09145217                         | Klein Kreutzer Bergstraße 6 (Lage)                     | Wohnhaus (ehemaliges Weinherrenhaus) | Das Haus wurde Mitte des 18. Jahrhunderts erbaut. Es ist ein traufständiges, zweigeschossiges Haus mit fünf Achsen und einem Walmdach.                                                                             | Wohnhaus (ehemaliges Weinherrenhaus) |
| 09145606                         | Klein Kreutzer Havelstraße 26 (Lage)                   | Gehöft, bestehend aus Wohnhaus, Stallgebäude, Einfriedungsmauer | | Gehöft, bestehend aus Wohnhaus, Stallgebäude, Einfriedungsmauer |
| 09146209 Teilobjekt zu: 09145606 | Klein Kreutzer Havelstraße 26 ()                       | Wohnhaus | | ein Bild hochladen |
| 09146210 Teilobjekt zu: 09145606 | Klein Kreutzer Havelstraße 26 ()                       | Stall | | ein Bild hochladen |
| 09145721                         | Straße zum Gut 1, 1 a-b, 10, 10 a-c, 12, 12 a-c (Lage) | Gutsanlage, bestehend aus Herrenhaus, Stellmacherei, Rinderstall, Scheune, Schmiede/Schlosserei bzw. Traktorschuppen, Scheune/Schafstall, Pferdestall und Torpfosten alt: Gutshof, bestehend aus Gutshaus, Ställen, Scheune, Schmiede | Der Gutshof wurde nach dem Brand im Jahre 1823 hier neu angelegt. Das Gutshaus wurde Ende des 19. Jahrhunderts erbaut. Das alte Gutshaus wurde 1978 abgerissen.                                                    | Gutsanlage, bestehend aus Herrenhaus, Stellmacherei, Rinderstall, Scheune, Schmiede/Schlosserei bzw. Traktorschuppen, Scheune/Schafstall, Pferdestall und Torpfosten alt: Gutshof, bestehend aus Gutshaus, Ställen, Scheune, Schmiede |
| 09146242 Teilobjekt zu: 09145721 | Straße zum Gut ()                                      | Gutshaus | | ein Bild hochladen |
| 09146263 Teilobjekt zu: 09145721 | Straße zum Gut 1 a ()                                  | Stellmacherei | | ein Bild hochladen |
| 09146244 Teilobjekt zu: 09145721 | Straße zum Gut 12 & 12 a & 12 b & 12 c ()              | Rinderstall | | ein Bild hochladen |
| 09146243 Teilobjekt zu: 09145721 | Straße zum Gut 10 a & 10 b & 10 c ()                   | Scheune | | ein Bild hochladen |
| 09146246 Teilobjekt zu: 09145721 | Straße zum Gut ()                                      | Schmiede & Schlosserei | | ein Bild hochladen |
| 09146245 Teilobjekt zu: 09145721 | Straße zum Gut ()                                      | Schafstall | | ein Bild hochladen |
| 09146264 Teilobjekt zu: 09145721 | Straße zum Gut 1b & 10 ()                              | Pferdestall | | ein Bild hochladen |

### Mahlenzien
Auf dem Gebiet des Dorfes und der Umgebung haben bereits Slawen gesiedelt. Erwähnt wurde Mahlenzien bereits in einem Lehnregister im Jahre 1370. Ab 1583 gehörte das Dorf der Familie Schierstedt.
| ID-Nr.   | Lage   | Bezeichnung | Beschreibung | Bild           |
| -------- | ------ | ----------- | --- | -------------- |
| 09145723 | (Lage) | Dorfkirche  | Die Kirche wurde in der zweiten Hälfte des 13. Jahrhunderts erbaut. Der Westturm ist im Satteldach eingezogen und aus Fachwerk. Im Inneren ein Kanzelaltar aus dem Jahr 1729.                                                     | weitere Bilder |
| 09145724 | (Lage) | Gutshaus    | Das Gutshaus wurde in der zweiten Hälfte des 18. Jahrhunderts durch die Familie Schierstedt erbaut. Es ist ein zweigeschossiges Haus mit einem Krüppelwalmdach. Das Haus hat neun Achsen, in der Mitte befindet sich der Eingang. | weitere Bilder |

### Malge
Malge wurde das erste Mal im Jahre 1723 erwähnt, hier befand sich ein Forstaufseher. 1846 wurde hier ein Bahnwärterhaus errichtet. Vor dem Ersten Weltkrieg wurde die Personenschifffahrt nach Malge aufgenommen. Eine Gaststätte wurde 1911 errichtet. Die Gaststätte und den größten Campingplatz der Stadt Brandenburg an der Havel besuchen auch heute viele Touristen.
| ID-Nr.   | Lage           | Bezeichnung        | Beschreibung | Bild               |
| -------- | -------------- | ------------------ | --- | ------------------ |
| 09145572 | Malge 2 (Lage) | Ausflugsgaststätte | Die Ausflugsgaststätte wurde 1911 errichtet, sie befindet sich direkt am Breitlingsee. Es ist ein Fachwerkbau im Heimatstil. | Ausflugsgaststätte |

### Neue Mühle
Eine Wassermühle wurde hier bereits 1368 erwähnt. Damals gehörte die Mühle zu Wendgräben und damit zum Magdeburger Erzstift. 1438 erwarb die Neustadt Brandenburg die Mühle und ließ einen Mühlenturm zum Wartturm ausbauen.
| ID-Nr.   | Lage                | Bezeichnung | Beschreibung | Bild           |
| -------- | ------------------- | ----------- | --- | -------------- |
| 09145398 | Neue Mühle 2 (Lage) | Wartturm    | Von dem Wartturm aus dem 14. Jahrhundert ist der Unterbau erhalten. Auf diesem Unterbau befindet sich ein achteckiger Fachwerkaufbau mit Zeltdach. | weitere Bilder |

### Neuendorf
| ID-Nr.   | Lage              | Bezeichnung                 | Beschreibung | Bild                        |
| -------- | ----------------- | --------------------------- | --- | --------------------------- |
| 09145725 | (Lage)            | Dorfanger                   | Der Dorfanger liegt im Zentrum des Ortes. Es ist ein dreieckiger Platz, er ist umgeben von Straßen und Wegen. Die Rasenfläche ist mit Ahorn und Linden regelmäßig bepflanzt. Entstanden ist der Dorfanger um 1900, davor befand sich hier eine Sandgrube.                                                                                       | Dorfanger                   |
| 09145726 | (Lage)            | Dorfkirche                  | | Dorfkirche                  |
| 09145727 | Am Anger 5 (Lage) | Dorfschule                  | Eingeschossig, Satteldach (bis 1866 noch Rohrdach). Datiert auf 1751-1800, in Teilen möglicherweise sogar noch älter. 1866 erweitert. Nachgewiesener Schulunterricht in diesen Räumen seit 1679. | Dorfschule                  |
| 09145728 | Am Anger 9 (Lage) | Ehemaliges Lehnschulzenhaus | Das ehemalige Lehnschulzenhaus wurde um das Jahr 1750 erbaut. Ursprünglich gehörte das Haus zu einem Vierseithof, an den Seiten waren Stallungen, rückseitig befand sich eine Scheune. Das Haus ist ein Fachwerkhaus mit zwei Geschossen und einem Satteldach, es ist verputzt. Die Struktur im Inneren ist im Wesentlichen erhalten geblieben. | Ehemaliges Lehnschulzenhaus |

### Plaue
| ID-Nr.   | Lage | Bezeichnung | Beschreibung | Bild |
| -------- | --- | --- | --- | --- |
| 09145625 | Am Alten Kanal, Am Seeblick, Am Dorotheenhof (Lage) | Plauer Schleuse, historische Schleusenanlage bestehend aus Zweikammerschleuse, Resten der Mastenkrananlage, dem Gebäude der ehemaligen Strommeisterei mit Nebengebäude (Schleusenweg 3), den Betriebsgebäuden auf dem Mitteldamm sowie nördlich der Nordkammer | Historische Schleusenanlage, bestehend aus vier Schleusenkammern am früheren Plauer Kanal. Erhalten sind Reste der Mastenkrananlage, das Gebäude der ehemaligen Strommeisterei mit Nebengebäuden und die Betriebsgebäude auf den Mitteldämmen. Das Bild zeigt die geleerte Schleusenkammer der zweiten Plauer Schleuse am 23. Juni 2009. | Plauer Schleuse, historische Schleusenanlage bestehend aus Zweikammerschleuse, Resten der Mastenkrananlage, dem Gebäude der ehemaligen Strommeisterei mit Nebengebäude (Schleusenweg 3), den Betriebsgebäuden auf dem Mitteldamm sowie nördlich der Nordkammer |
| 09145729 | (Lage) | Havelbrücke | Die Stahlfachwerkbrücke wurde in den Jahren 1903 / 1904 erbaut. Bis 2002 fuhr hier auch die Straßenbahn in beide Richtungen. Die Brücke ist baufällig, so sind die Fußwege auf beiden Seiten der Brücke bereits zerstört. | weitere Bilder |
| 09145730 | Chausseestraße / Koenigsmarckstraße (Lage) | Gedenkstein für Hermann Friedrich und Karl Miethe | Der Gedenkstein erinnert an Hermann Friedrich und Karl Miethe. Es ist ein grob bearbeiteter Granitstein vor Häusern aus den 1930er Jahren. | Gedenkstein für Hermann Friedrich und Karl Miethe |
| 09145731 | Chausseestraße 9 (Lage) | Wohnhaus und schmiedeeiserne Einfriedung | Es ist ein zweigeschossiger, traufständiger Bau mit einem Satteldach. Erbaut wurde er Ende des 19. Jahrhunderts. | Wohnhaus und schmiedeeiserne Einfriedung |
| 09145348 | Genthiner Straße 13 (Lage) | Wohnhaus | Es ist ein eingeschossiges, traufständiges Fachwerkhaus. Das Mansarddach ist mit Biberschwanz gedeckt. Es wurde um 1800 von einem Fischer erbaut. Der Eingang befindet sich in der zweiten von vier Achsen. Im Inneren sind noch mehrere Türen aus der Bauzeit.                                                                          | Wohnhaus |
| 09145732 | Genthiner Straße 27 (Lage) | Wohn- und Geschäftshaus | | Wohn- und Geschäftshaus |
| 09145754 | Genthiner Straße 76 (Lage) | Kelleranlage | | Kelleranlage |
| 09145733 | Genthiner Straße 78/Kirchstraße (Lage) | Wohnhaus | | Wohnhaus |
| 09145734 | Genthiner Straße 83 (Lage) | Wohnhaus | | Wohnhaus |
| 09145201 | Genthiner Straße 90 (Lage) | Wohnhaus | | Wohnhaus |
| 09145290 | Kietzstraße 1 (Lage) | Wohnhaus (ehemalige Gastwirtschaft, seit 1840 Adler-Apotheke) | Das Haus mit der Adler-Apotheke wurde 1692 erbaut, 1892 wurde es zu einer Poststation umgebaut. Das zweigeschossige Haus steht an der Ecke Genthiner Straße und hat ein Krüppelwalmdach. In der mittleren Achse von neun Achsen befindet sich der Eingang. An der Ecke zur Genthiner Straße befindet sich ein runder Eckbau.             | Wohnhaus (ehemalige Gastwirtschaft, seit 1840 Adler-Apotheke) |
| 09145737 | Kietzstraße 33 / Genthiner Straße (Lage) | Mietwohnhaus | Das Mietswohnhaus befindet sich gegenüber der Einmündung der Genthiner Straße in die Kietzstraße. Es ist ein traufständiger, zweigeschossiger Bau mit einem Walmdach. Der Eingang befindet sich in der vierten Achse von links von sechs Achsen.                                                                                         | Mietwohnhaus |
| 09145464 | Kirchstraße (Lage) | Pfarrkirche | Die evangelische Kirche stammt im Ursprung aus dem 13. Jahrhundert, Im Jahre 1571 wurde die Kirche dann umgebaut. Im Inneren ein Altaraufsatz aus dem Jahre 1618. Die Kanzel stammt aus der ersten Hälfte des 17. Jahrhunderts. | weitere Bilder |
| 09145466 | Kirchstraße (Lage) | Kriegerdenkmal für die Gefallenen des Ersten Weltkriegs, auf dem Kirchhof | | Kriegerdenkmal für die Gefallenen des Ersten Weltkriegs, auf dem Kirchhof |
| 09145824 | Kirchstraße (Lage) | Grabmal für Lily Gräfin von Koenigsmarck, auf dem Kirchhof | | Grabmal für Lily Gräfin von Koenigsmarck, auf dem Kirchhof |
| 09145297 | Kirchstraße 1 (Lage) | Wohnhaus | Das Haus zerfällt. | Wohnhaus |
| 09145298 | Kirchstraße 4 (Lage) | Wohnhaus mit Stallgebäude | | Wohnhaus mit Stallgebäude |
| 09145735 | Kirchstraße 6 (Lage) | Schulhaus | | Schulhaus |
| 09145347 | Lewaldstraße 1, 2a-23, 23,a, 24, 25, 25b, 26-44, 46, 48, 50, Bredowstraße 1-2, Querstraße I 1-16, Querstraße II 1-20, 22, 24, Scheidtstraße 1-47, Triftstraße 1-16, Waldstraße 1-22, Wasserwerkstraße 1-10 (Lage) | Gartenstadt Plaue | Die Gartenstadt Plaue wurde von 1916 bis 1917 erbaut. Erbaut wurde die Siedlung für Beschäftigte der Pulverfabrik. Es handelt sich um Einfamilienhäuser als Reihenhäuser. | weitere Bilder |
| 09145467 | Schloßstraße 21, 27, 27 a, Koenigsmarck-Straße 20 (Lage) | Schlossanlage mit Schlosspark | Das Schloss entstand von 1711 bis 1716 an Stelle einer mittelalterlichen Burg. | weitere Bilder |
| 09145609 | Margaretenhof (Lage) | Erbbegräbnis Wiesicke und Kreusler | Das Erbbegräbnis Wiesicke und Kreusler befindet sich etwa 300 Meter östlich des Wohnhauses in einem Waldstück. Angelegt wurde das Begräbnis 1865. In der Mitte der Grabstätte befindet sich ein Obelisk, dieser ist umgeben von einem Zaun. Innerhalb der Grabstätte befinden sich weitere Grabsteine für Familienangehörige.            | Erbbegräbnis Wiesicke und Kreusler |
| 09145594 | Margaretenhof 5 (Lage) | Wohnhaus | Das Wohnhaus wurde um 1823 erbaut, später gab es weitere Anbauten. Es ist ein eingeschossiges Haus mit einem Satteldach. | Wohnhaus |

### Saaringen
| ID-Nr.                           | Lage                           | Bezeichnung                                                                        | Beschreibung | Bild           |
| -------------------------------- | ------------------------------ | ---------------------------------------------------------------------------------- | --- | -------------- |
| 09145736                         | (Lage)                         | Dorfkirche                                                                         | Die Kirche wurde 1796 an Stelle eines Vorgängerbaues errichtet. Es ist ein kleiner flachgedeckter Bau mit einem Dachturm in Fachwerk mit einem Pyramidendach. Der Kanzelaltar im Inneren ist aus der Bauzeit. | weitere Bilder |
| 09145738                         | Saaringer Dorfstraße 6a (Lage) | Stallscheune                                                                       | | BW             |
| 09145739                         | Saaringer Dorfstraße 7 (Lage)  | Wohnhaus                                                                           | Das Wohnhaus ist in der zweiten Hälfte des 18. Jahrhunderts erbaut worden. Es ist ein eingeschossiges Haus mit einem Satteldach.                                                                              | BW             |
| 09145740                         | Saaringer Dorfstraße 14 (Lage) | Gehöft, bestehend aus Wohnhaus, Stallscheune, Scheune, Stall und Einfriedungsmauer | Das Wohnhaus wurde, wie das gesamte Gehöft, um 1900 erbaut. Es ist ein eingeschossiges Haus. Der Stall zur Straße hin ist ein zweigeschossiger Ziegelbau.                                                     | BW             |
| 09146247 Teilobjekt zu: 09145740 | Saaringer Dorfstraße 14 (Lage) | Wohnhaus                                                                           | | BW             |
| 09146248 Teilobjekt zu: 09145740 | Saaringer Dorfstraße 14 (Lage) | Stall                                                                              | | BW             |
| 09146249 Teilobjekt zu: 09145740 | Saaringer Dorfstraße 14 (Lage) | Scheune                                                                            | | BW             |
| 09146250 Teilobjekt zu: 09145740 | Saaringer Dorfstraße 14 (Lage) | Stall                                                                              | | BW             |

### Schmerzke
| ID-Nr.                           | Lage                 | Bezeichnung               | Beschreibung | Bild                      |
| -------------------------------- | -------------------- | ------------------------- | --- | ------------------------- |
| 09145741 Wikidata                | (Lage)               | Dorfkirche                | Die Dorfkirche wurde 1714 erbaut. Bei dem Bau wurden Mauern des Vorgängerbaues verwendet. Der Turm wurde 1890 hinzugefügt. Der Kanzelaltar ist aus der ersten Hälfte des 18. Jahrhunderts.                               | Dorfkirche                |
| 09145742                         | (Lage)               | Sowjetisches Ehrenmal     | Das Ehrenmal befindet sich auf dem Kirchhof an der Straße Altes Dorf. Es ist ein rechteckiger Stein mit Inschrift, Fahne, Stern, Hammer und Stichel.                                                                     | Sowjetisches Ehrenmal     |
| 09145614                         | Altes Dorf 15 (Lage) | Stallgebäude              | Der Stall wurde um 1800 erbaut. Es ist ein Fachwerkhaus. | Stallgebäude              |
| 09145743                         | Altes Dorf 18 (Lage) | Wohnhaus und Stallgebäude | Das eingeschossige, traufständige Haus wurde Ende des 19. Jahrhunderts erbaut. Das Haus hat sieben Achsen und ein Satteldach, in der Mitte befindet sich der Eingang. Davor ist eine Freitreppe.                         | Wohnhaus und Stallgebäude |
| 09146251 Teilobjekt zu: 09145743 | Altes Dorf 18 (Lage) | Stall                     | Der Hof wird beidseitig umklammert von zweigeschossigen Stallgebäuden (Satteldach). Das rechte Stallgebäude erfuhr eine Nutzungsänderung als Wohngebäude (abgebildet ist das linke Stallgebäude). Datiert auf 1870/1900. | Stall                     |
| 09145744                         | Altes Dorf 39 (Lage) | Wohnhaus mit Scheune      | Das Wohnhaus und die Scheune wurden Ende des 19. Jahrhunderts erbaut. Sie gehören zu einem Dreiseithof. Das eingeschossige, traufständige Wohnhaus hat ein Satteldach und ein Drempelgeschoss.                           | Wohnhaus mit Scheune      |
| 09146252 Teilobjekt zu: 09145744 | Altes Dorf 39 (Lage) | Scheune                   | Ziegelbau (rot), Satteldach. Die Scheune schließt den Dreiseithof auf der Rückseite ab. Dem Hof entsprechend datiert auf 1876/1900.                                                                                      | Scheune                   |

### Wendgräben
| ID-Nr.                           | Lage                 | Bezeichnung | Beschreibung | Bild           |
| -------------------------------- | -------------------- | ----------- | --- | -------------- |
| 09145745                         | Wendgräben (Lage)    | Backofen    | Der östlich des Gutshofes stehende Backofen ist ein Ziegelbau mit Satteldach aus dem 19. Jahrhundert. Der Backofen steht auf einem Hügel. Um den Backofen herum befinden sich Linden und Robinien. Der Hügel könnte evtl. einmal ein Eiskeller gewesen sein. | weitere Bilder |
| 09145489                         | Wendgräben 9 (Lage)  | Gehöft      | Bestehend aus Kolonistenhaus, Stallgebäude, Scheune und Schuppen. | Gehöft         |
| 09146105 Teilobjekt zu: 09145489 | Wendgräben 9 (Lage)  | Wohnhaus    | Das ehemalige Kolonistenhaus wurde in der zweiten Hälfte des 18. Jahrhunderts erbaut. Das eingeschossige Fachwerk befindet sich auf einem Feldsteinsockel. Das Dach ist ein Satteldach mit einem Krüppelwalm auf der rechten Seite. Das Haus hat vier Achsen, der Eingang befindet sich in der zweiten Achse von links. Vor der Eingangstür befindet sich eine kleine Freitreppe.                                                 | Wohnhaus       |
| 09146106 Teilobjekt zu: 09145489 | Wendgräben 9 (Lage)  | Stall       | Das Stallgebäude schließt den Hof seitlich, nach Norden hin ab. Roter Ziegelbau, Satteldach. Datiert auf 1801/1900. | Stall          |
| 09146107 Teilobjekt zu: 09145489 | Wendgräben 9 (Lage)  | Scheune     | Das Gebäude schließt den Hof nach hinten ab. Roter Ziegelbau, Satteldach. Datiert auf 1801/1900. | Scheune        |
| 09146107 Teilobjekt zu: 09145489 | Wendgräben 9 (Lage)  | Schuppen    | Schließt den Hof auf der Südseite ab. Roter Ziegelbau mit Pultdach, datiert auf 1801/1900. | Schuppen       |
| 09145746                         | Wendgräben 19 (Lage) | Gutshof     | Vierseithof bestehend aus Gutshaus, Hausgarten, Stall und Scheune. | Gutshof        |
| 09146253 Teilobjekt zu: 09145746 | Wendgräben 19 (Lage) | Gutshaus    | Das Gutshaus wurde in der ersten Hälfte des 18. Jahrhunderts erbaut. Es verfügt über hat zwei Geschosse und sechs Achsen. In der dritten Achse von links befindet sich der Eingang. Über dem Eingang befindet sich ein Balkon, der mit zwei Säulen abgestützt wird. Der verputzte Ziegelbau hat ein Vollwalmdach. Das Gutshaus begrenzt den Hof nach Osten hin (wenngleich sich östlich vom Gutshaus noch ein Garten anschließt). | Gutshaus       |
| 09146254 Teilobjekt zu: 09145746 | Wendgräben 19 (Lage) | Stall       | Das Stallgebäude begrenzt den Hof nach Norden hin. Eingeschossiger langgestreckter Ziegelbau mit Krüppelwalmdach. Etwa Mitte 18. Jh. | Stall          |
| 09146255 Teilobjekt zu: 09145746 | Wendgräben 19 (Lage) | Scheune     | Die Scheune begrenzt den Hof nach Süden hin. Rotes langgestrecktes Ziegelgebäude mit Satteldach. Datiert auf 1910/1915. | Scheune        |
| 09145814 Teilobjekt zu: 09145746 | Wendgräben 19 (Lage) | Garten      | Der Hausgarten (nicht zu verwechseln mit dem Hofgarten) ist dem Gutshaus östlich vorgelagert. Es wurden Kastanie, Eibe und Linde verpflanzt. | BW             |

### Wilhelmsdorf
| ID-Nr.                           | Lage                                     | Bezeichnung | Beschreibung | Bild |
| -------------------------------- | ---------------------------------------- | --- | --- | --- |
| 09145748                         | Wilhelmsdorf, Ziesarer Landstraße (Lage) | Brösedenkmal, im Krugpark                                                                                                | Denkmal zu Ehren des Schornsteinfegermeisters und Stadtrates Johann Gottfried Bröse (1786–1849), der 1825 den Krugpark anlegen ließ. Gusseisernes Türmchen in neugotischen Formen. Aufgestellt 1851. | weitere Bilder |
| 09145747                         | Wilhelmsdorf (Lage)                      | Container (Raumerweiterungshalle Typ 1.200), zwischen Nr. 7a und 7b                                                      | Der Container ist eine Transportable Raumerweiterungshalle, sie befand sich zwischen dem Haus Nr. 7a und Nr. 7b. Die Container sind eingelagert und nicht mehr am ursprünglichen Ort.                | BW |
| 09145749                         | Wilhelmsdorf 6k (Lage)                   | Neuer Krug und Schule, bestehend aus Neuem Krug, zwei Seitenflügeln und Scheune des Kruggehöfts sowie neuem Schulgebäude | „Alter Krug“ mit Schulbau, bestehend aus dem ehemaligen Alten Krug (18. Jahrhundert), einem westlichen Anbau (19. Jahrhundert) und dem im Osten angebauten Schulbau von 1949.                        | Neuer Krug und Schule, bestehend aus Neuem Krug, zwei Seitenflügeln und Scheune des Kruggehöfts sowie neuem Schulgebäude |
| 09146260 Teilobjekt zu: 09145749 | Wilhelmsdorf 6k (Lage)                   | Schule | Die Schule schließt sich in östlich unmittelbar an den ursprünglichen Neuen Krug an. Zweigeschossiger Ziegelbau mit Walmdach. Datiert auf 1949/1950.                                                 | Schule |
| 09146261 Teilobjekt zu: 09145749 | Wilhelmsdorf 6k (Lage)                   | Scheune | Die Scheune, ein Ziegelbau mit Satteldach, schließt sich westlich unmittelbar an den ursprünglichen Neuen Krug an. Datiert auf 1880/1900.                                                            | Scheune |
| 09145611                         | Wilhelmsdorf 8 (Lage)                    | Dorfkirche | Schul- und Bethaus, neobarock, errichtet 1906; Betsaal, Klassenraum sowie Lehrer- und Küsterhaus; Ausstattung des Betsaals aus der Erbauungszeit                                                     | Dorfkirche |
| 09145608                         | Wilhelmsdorf 8 (Lage)                    | Küster- und Lehrerhaus                                                                                                   | | Küster- und Lehrerhaus                                                                                                   |

### Wust
Wust wurde das erste Mal 1324 erwähnt. Wust gehört heute zu Brandenburg an der Havel.
| ID-Nr.                           | Lage   | Bezeichnung                 | Beschreibung | Bild           |
| -------------------------------- | ------ | --------------------------- | --- | -------------- |
| 09145631                         | (Lage) | Dorfkirche und Leichenhalle | Die evangelische Kirche wurde im Jahre 1880 bis 1882 erbaut, dabei wurde vom Vorgängerbau der Turmunterbau verwendet. Es ist ein neugotischer Bau mit einem Westturm. Im Osten ist eine fünfseitige Apsis. Das Innere der Kirche ist schlicht eingerichtet. Die Decke bildet ein Dach und ist aus Holz. Die Bronzeglocke stammt aus dem Jahr 1480. | weitere Bilder |
| 09145775 Teilobjekt zu: 09145631 | (Lage) | Glocke                      | | BW             |

## Ehemalige Baudenkmale
| ID-Nr. | Lage                         | Bezeichnung | Beschreibung | Bild     |
| ------ | ---------------------------- | --- | ------------ | -------- |
|        | Plaue, Schloßstraße 2 (Lage) | Wohnhaus |              | Wohnhaus |
|        | Kirchmöser (Lage)            | Sprengstofflager, bestehend aus Wallanlage, drei Hallen und zwei Betonmauern, Pulverfabrik Kirchmöser, westlich vom Südtor |              | BW       |